# Чубань (река)
Чубань — река в России, протекает по Стерлитамакскому району Республики Башкортостан. Устье реки находится в 75 км по левому берегу реки Куганак. Длина реки составляет 16 км.

## Данные водного реестра
По данным государственного водного реестра России относится к Камскому бассейновому округу, водохозяйственный участок реки — Белая от города Стерлитамак до водомерного поста у села Охлебино, без реки Сим, речной подбассейн реки — Белая. Речной бассейн реки — Кама.
Код объекта в государственном водном реестре — 10010200712111100018425.